# Грацанизе
Грацанѝзе (на италиански: Grazzanise) е градче и община в Южна Италия, провинция Казерта, регион Кампания. Разположено е на 12 m надморска височина. Населението на общината е 6812 души (към 2010 г.).